# LEGO Serious Play

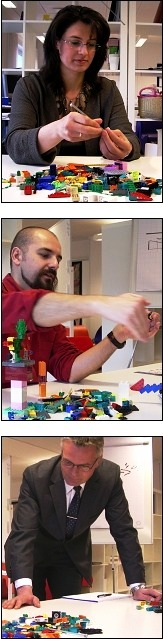
Atividade de "Lego Serious Play".

LEGO Serious Play (LSP) é uma marca registrada da Executive Discovery, uma empresa independente associada ao LEGO Group, que oferece consultoria visando incentivar o pensamento criativo na cultura das empresas. O objetivo é levar os membros de uma equipe a criar metáforas de suas identidades organizacionais e narrar experiências usando peças e elementos LEGO. Os participantes desenvolvem essas tarefas contando histórias com o recurso à construção de cenários imaginários tridimensionais de LEGO, de onde o nome "Serious Play" (em tradução livre, "brincadeira a sério").

## Conceito e dinâmica
Voltada para adultos, o LSP é uma família de ferramentas de comunicação e uma metodologia para solução de problemas e desenvolvimento de estratégias, baseada na crença de que, em uma organização, todos podem contribuir para a discussão, as decisões e os resultados. A sua utilização auxilia a reflexão e permite transformar com rapidez o conhecimento individual em conhecimento de equipa com o propósito de melhorar o desempenho e identificar perspectivas de negócio a nível de mercado.
Os gestores e os funcionários são solicitados a construir representações da sua organização, do seu mercado, relações e objetivos com as peças LEGO. Por sua dinâmica, a metodologia é descrita como "um processo apaixonante e prático para construir confiança, empenho e perspicácia 
A abordagem é baseada em pesquisas que sugerem que o "aprender fazendo" produz um modo mais profundo e mais significativo de compreensão do mundo que nos cerca e de suas possibilidades. Pretende-se que os participantes desenvolvam habilidades para comunicar de modo mais eficaz, que venham a exercer a sua imaginação mais facilmente, e a abordar as suas tarefas com confiança, empenho e visão aumentados.
Nesse sentido, a dinâmica de contação de histórias utilizando peças LEGO para elaborar modelos tridimensionais mostra-se superior ao emprego, por exemplo, de desenhos bidimensionais, uma vez que, se nem todos mostram habilidades em desenhar, todos conseguem construir, mesmo os que nunca brincaram com peças LEGO. Complementarmente, todos os participantes dispõem de oportunidades mais equalitárias uma vez que todos dispõem das mesmas ferramentas.
Além da popularidade do brinquedo, as peças LEGO são versáteis e permitem um número quase infinito de combinações e formas. A atividade de modelagem com as peças LEGO expõe conceitos que não são evidentes no processo original de pensamento e apresenta vantagens sobre a abordagem verbal ou escrita, uma vez que permite construir, combinar, recombinar, destruir, fazer ligações e expressar pensamentos, em inúmeras vezes, para reflectir as mudanças no cenário.

## História
O método surgiu por volta de 1996, quando dois professores - Johan Roos e Bart Victor - estavam à procura de alternativas para os resultados convencionais de planejamento estratégico. À época, ambos estavam a trabalhar com o presidente da LEGO Company, Kjeld Kirk Kristiansen, que necessitava de um novo processo estratégico para a sua empresa e que convidou ambos para desenvolvê-lo. Robert Rasmussen, da LEGO, e outro professor, David Owens, também foram convidados a integrar a equipe que acabou por conduzir à criação do produto e da empresa "LEGO Serious Play".
Roos contribuiu com o desenvolvimento do cenário estratégico, Victor com o do comportamento organizacional, Rasmussen com o das teorias de desenvolvimento e de aprendizado, e Owens com o dos produtos e o processo de refinamento. Juntos, eles teorizaram que as soluções para a LEGO Company poderiam ser encontradas na própria LEGO - eles compreenderam que poderiam usar as peças e elementos LEGO como uma ferramenta para abordar os problemas organizacionais. Roos fundou um braço de pesquisa para prover suporte intelectual para o grupo – a Imagination Lab Foundation, em Lausanne, na Suíça -, enquanto Victor liderou o desenvolvimento de uma empresa de consultoria próximo a Nashville, nos Estados Unidos da América. Como resultado veio a público a primeira aplicação do "LEGO Serious Play", denominada "Real Time Strategy".
A partir de então, o LSP foi aplicado como uma ferramenta, a nível de consultoria, em diversas empresas além da própria LEGO, como a DaimlerChrysler, a Roche, a SABMiller, a Tupperware, a Nokia e a Orange. Também tem sido utilizado por organizações sem fins lucrativos e em ONGs, como por exemplo, as Aldeias SOS, assim como por departamentos governamentais, como por exemplo o Escritório de Marcas e Patentes na Dinamarca.

## Fundamentos teóricos
No folheto "The Science of Lego Serious Play" encontram-se descritos alguns dos fundamentos da pesquisa sobre os quais o LSP se baseia. Eles podem ser divididos em três grandes vertentes:
- Construcionismo - Com base nas ideias do pedagogo Seymour Papert, por sua vez elaboradas sobre as teorias do Construtivismo do também pedagogo Jean Piaget. Papert defendeu que a aprendizagem acontece principalmente quando as pessoas estão bem engajadas na construção de um produto, algo externo a si próprios como a um castelo de areia, uma máquina, um programa de computador ou um livro.
- Jogar – o "jogar" é definido como uma atividade limitada, estruturada e voluntária que envolve a imaginação. Isso significa que é uma actividade limitada no tempo e no espaço, estruturada por normas, convenções ou acordos entre os jogadores, não coagida por figuras de autoridades, e recorrendo a elementos de fantasia e imaginação criativa.
- Imaginação - Ao longo da história, ao termo "imaginação" tem sido atribuída grande diversidade de conotações culturais e linguísticas. Embora todos partilhemos a ideia de que os seres humanos têm uma capacidade única de "formar imagens" ou de "imaginar" alguma coisa, a variedade de usos do termo "imaginação" não implica uma, mas pelo menos três significados: para descrever algo, para criar alguma coisa, para impugnar qualquer coisa. Do ponto de vista do "LEGO Serious Play" é a interação entre estes três tipos de imaginação que compõe a imaginação estratégica - a fonte original de estratégias nas empresas.

## O "Serious Play" como ferramenta corporativa
A vivência de "Serious Play", em termos de recursos humanos, é recomendada para gestores e responsáveis por áreas de desenvolvimento e projectos, design organizacional, criação, treino, líderes de grupo em geral, e outras, nas empresas. Como tal já é aplicado em empresas líderes de mercado como a 3M, a AT&T, a Boeing, a Hewlett-Packard, a Microsoft, a Sony e a Disney. Nessas empresas o "Serious Play" é encarado com seriedade, fomentando a imaginação criativa nas corporações.
Alguns dos princípios a ser observados no "Serious Play" são:
- Disposição para errar precoce e repetidamente;
- Saber reconhecer quando os custos superam os benefícios;
- Saber identificar quem ganha e quem perde a partir de uma dada inovação;
- Construir um protótipo que envolva os clientes, os vendedores e os colegas;
- Criar mercados em torno de protótipos: e
- Simular a experiência do cliente.